# Église Saint-Brice de Saint-Mandé-sur-Brédoire
L'église Saint-Brice est une église de style roman située à Saint-Mandé-sur-Brédoire en Saintonge, dans le département français de la Charente-Maritime en région Nouvelle-Aquitaine.

## Historique
L'église de Saint-Mandé-sur-Brédoire fut construite en style roman au XIIe siècle.
Elle fait l'objet d'un classement au titre des monuments historiques depuis le 22 octobre 1913.

## Architecture

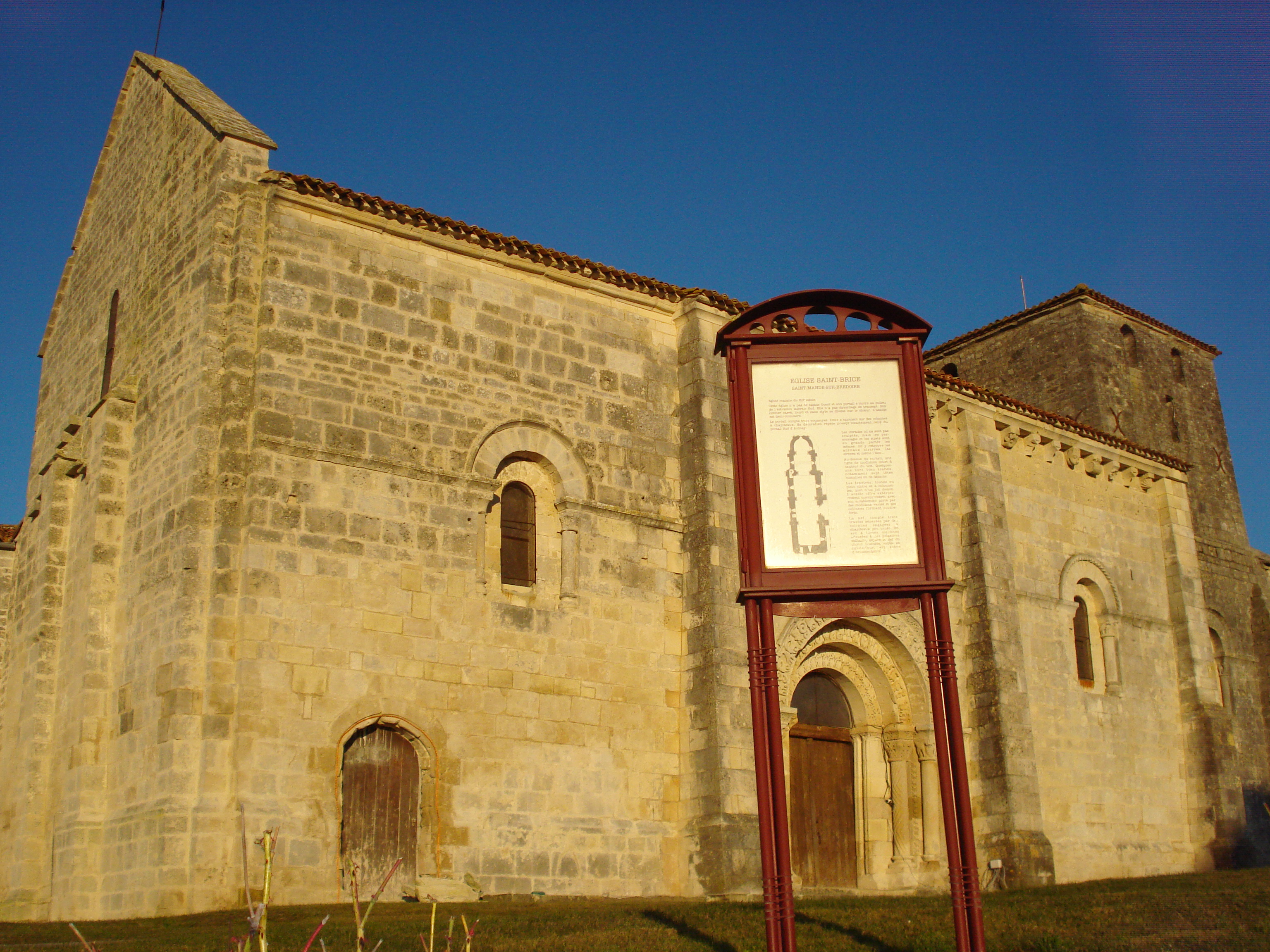
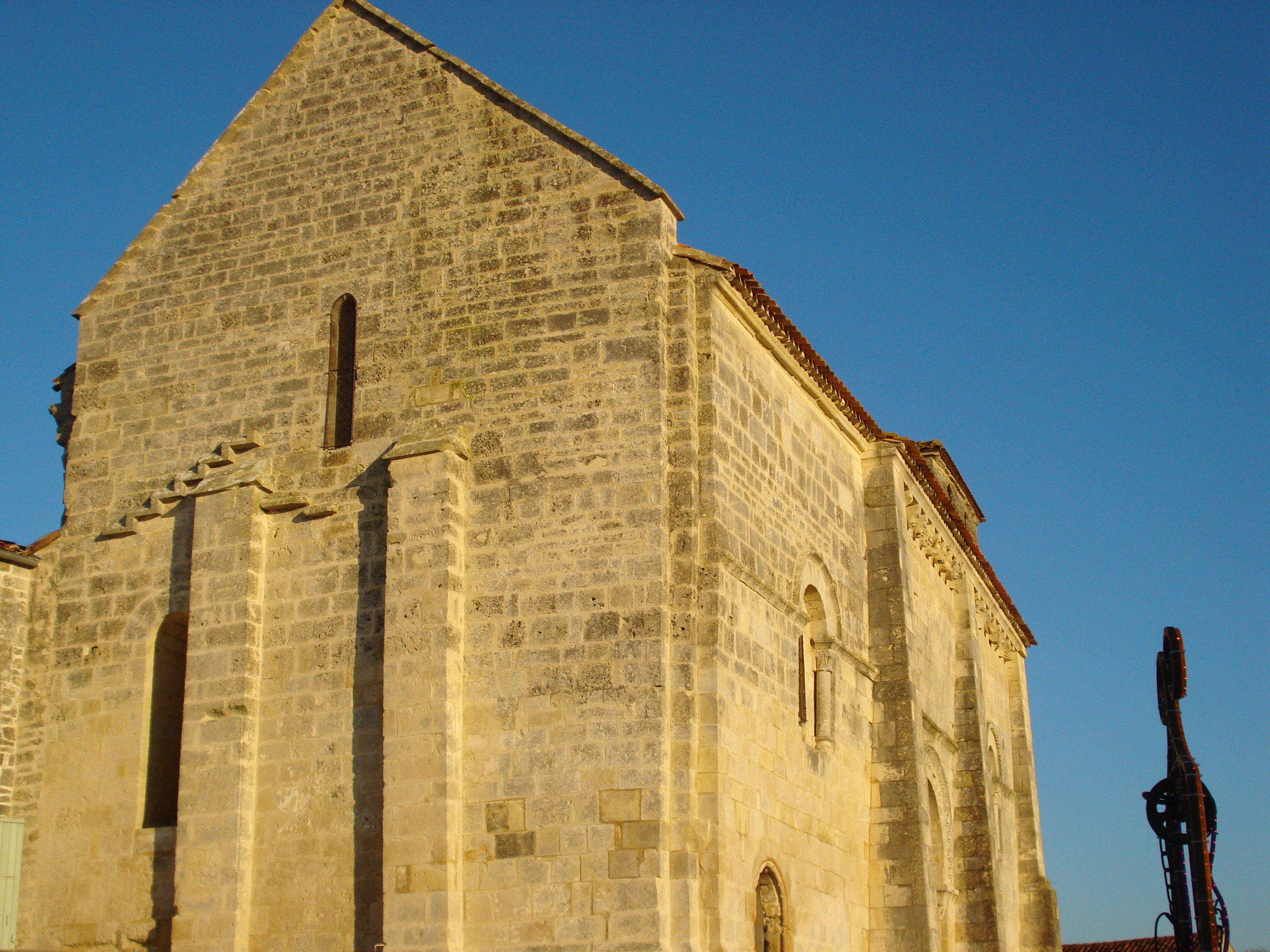
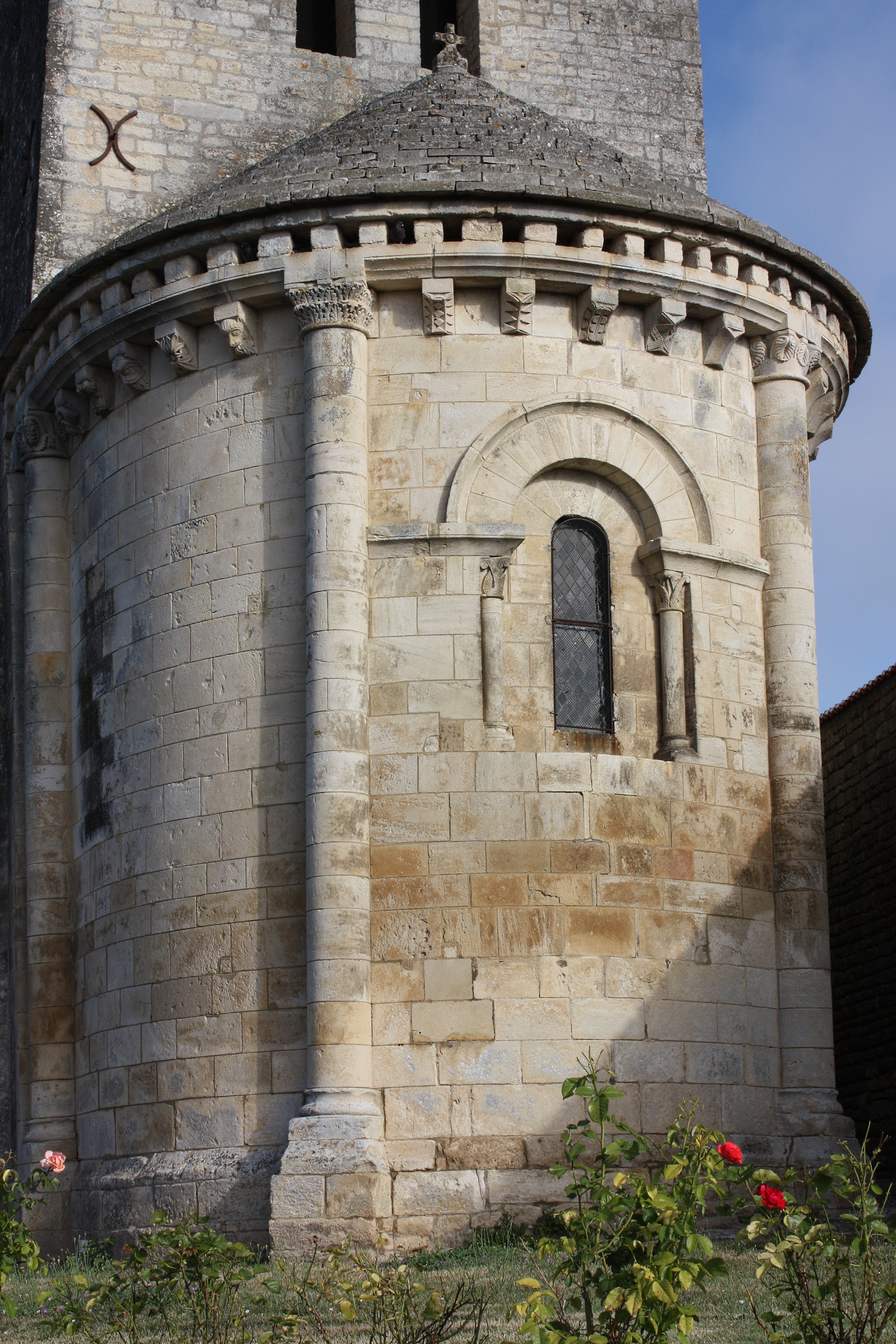
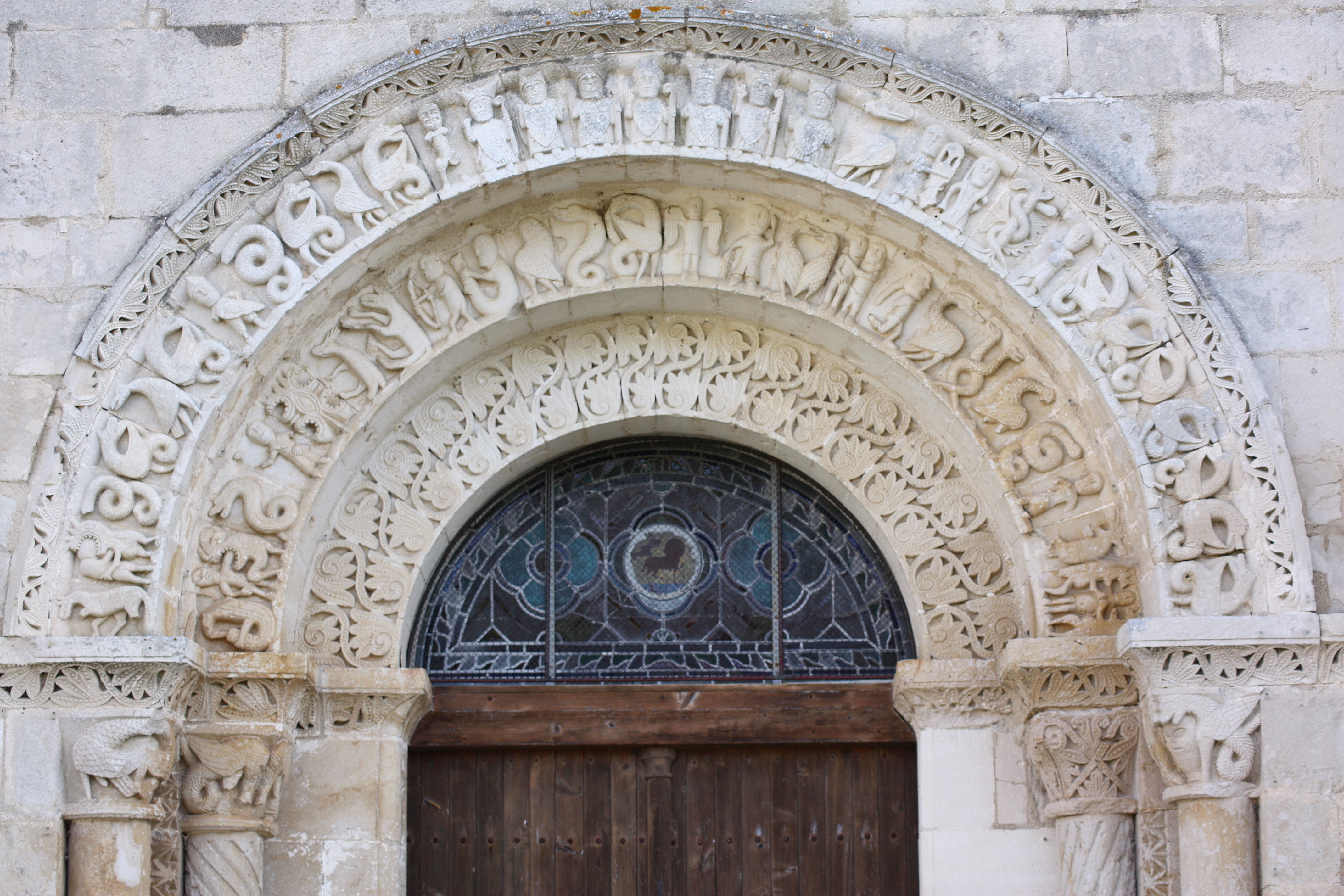